# Mărgineanu, Buzău
Mărgineanu este un sat în comuna Mihăilești din județul Buzău, Muntenia, România. Se află în apropierea drumului național 2.